# Chiesa di Sant'Antonio Abate (Murialdo)
La chiesa di Sant'Antonio Abate è un luogo di culto cattolico situato nella borgata di Valle nel comune di Murialdo, in provincia di Savona. La chiesa è sede della parrocchia omonima dell'unità pastorale di Val Bormida della diocesi di Mondovì.

## Storia e descrizione
Nel portale è raffigurato lo stemma familiare dei Del Carretto e un tau degli Antoniani. Ai lati dell'ingresso del portico di facciata due pitture ritoccate in maniera sensibile nel corso dei tempi.
Nel riquadro di destra sono raffigurati sant'Antonio Abate e san Giovanni Nepomuceno, mentre nel riquadro di sinistra vi è un gigantesco san Cristoforo. Queste pitture possono essere collocate tra il XVI e il XVII secolo.
La chiesa è dotata di un campanile in tre campi, due dei quali ciechi; l'ultimo ospita le campane.